# Englische Badmintonmeisterschaft 1970
Die Englische Badmintonmeisterschaft 1970 fand bereits vom 11. bis zum 13. Dezember 1969 im Arndale Centre des Poole S.C. in Poole statt. Es war die siebente Austragung der nationalen Titelkämpfe von England im Badminton.	

## Titelträger
| Disziplin    | Gold                           | Silber                       |
| ------------ | ------------------------------ | ---------------------------- |
| Herreneinzel | Paul Whetnall                  | Ray Sharp                    |
| Dameneinzel  | Gillian Perrin                 | Heather Nielsen              |
| Herrendoppel | Tony Jordan Roger Mills        | Ray Sharp Paul Whetnall      |
| Damendoppel  | Susan Whetnall Margaret Boxall | Margaret Beck Gillian Perrin |
| Mixed        | Paul Whetnall Margaret Boxall  | Tony Jordan Susan Whetnall   |

## Finalresultate
| Disziplin    | Sieger                        | Finalist                     | Ergebnis          |
| ------------ | ----------------------------- | ---------------------------- | ----------------- |
| Herreneinzel | Paul Whetnall                 | Ray Sharp                    | 15-6, 15-6        |
| Dameneinzel  | Gillian Perrin                | Heather Nielsen              | 11-2, 11-1        |
| Herrendoppel | Tony Jordan Roger Mills       | Ray Sharp Paul Whetnall      | 18-16, 17-14      |
| Damendoppel  | Sue Pound Margaret Boxall     | Margaret Beck Gillian Perrin | 15-6, 15-9        |
| Mixed        | Paul Whetnall Margaret Boxall | Tony Jordan Sue Pound        | 15-17, 15-9, 15-9 |